# Línea 13 (Movibus)
La línea 13 de la red de autobuses interurbanos de la Región de Murcia (Movibus) une Alcantarilla con El Palmar (Murcia).

## Características
Fue puesta en servicio el 3 de diciembre de 2021, con la entrada en vigor de la primera fase de Movibus.
Desde el 8 de enero de 2023, la línea deja de atender la zona comercial del Polígono Industrial Oeste, y además modifica su itinerario en el entorno de El Palmar.
La línea mantiene los mismos horarios todo el año (exceptuando las vísperas de festivo y festivos de Navidad).
Pertenece a la concesión RMU-001 "Alcantarilla - Murcia", y hasta el 2 de diciembre de 2023 fue operada por ALSA (TUCARSA). Desde el 3 de diciembre de 2023, pasa a estar operada por Monbus.

## Horarios
| Lunes a viernes laborables                                                   | Lunes a viernes laborables | Sábados laborables, domingos y festivos | Sábados laborables, domingos y festivos |
| Alcantarilla > El Palmar                                                     | El Palmar > Alcantarilla   | Alcantarilla > El Palmar                | El Palmar > Alcantarilla                |
| 07ː10                                                                        | 08:50                      | 07:10                                   | 08:20                                   |
| 07ː45                                                                        | 10:15                      | 09:10                                   | 10:20                                   |
| 09:30                                                                        | 11:45                      | 11:10                                   | 12:20                                   |
| 11:00                                                                        | 13:15                      | 14:10                                   | 15:20                                   |
| 12:30                                                                        | 15:20                      | 16:10                                   | 17:20                                   |
| 14ː15                                                                        | 16:45                      | 18:10                                   | 19:20                                   |
| 16:00                                                                        | 18:15                      | 21:10                                   | 22:20                                   |
| 17:30                                                                        | 19:45                      |                                         |                                         |
| 19:00                                                                        | 21:10                      |                                         |                                         |
| 20:30                                                                        | 22:30                      |                                         |                                         |
| 21:50                                                                        |                            |                                         |                                         |
| En días lectivos, llega al Campus Ciencias de la Salud.                      |                            |                                         |                                         |
| En días lectivos, sale 5 minutos antes desde el Campus Ciencias de la Salud. |                            |                                         |                                         |

## Recorrido y paradas

### Sentido El Palmar
| Parada                       | Común con |
| ---------------------------- | --------- |
| Ctra. Barqueros              |           |
| Martínez Campos              |           |
| Cruce Javalí Nuevo           |           |
| Puente de la Vía             |           |
| Avenida del Príncipe         |           |
| Hero                         | 14        |
| Iglesia San Pedro            | 11 14     |
| Manila                       | 11 14     |
| El Gázquez                   |           |
| La Palmera                   |           |
| La Pradera                   |           |
| Escuelas                     |           |
| Las Tejeras                  |           |
| Avenida del Descubrimiento 1 |           |
| Avenida del Descubrimiento 2 |           |
| Avenida del Descubrimiento 3 |           |
| Avenida del Descubrimiento 4 |           |
| Avenida del Descubrimiento 5 |           |
| Avenida del Descubrimiento 6 |           |
| Polígono 1                   |           |
| Cruce de La Alberca          |           |
| Gasolinera                   |           |
| Arrixaca II                  | 32B       |
| Campus Ciencias de la Salud  | 32B       |

### Sentido Alcantarilla
| Parada                       | Común con |
| ---------------------------- | --------- |
| Campus Ciencias de la Salud  | 32B       |
| Arrixaca II                  | 32B       |
| Farmacia                     |           |
| Gasolinera                   |           |
| Dúplex-Desvío                |           |
| Cruce de La Alberca          |           |
| Polígono 1                   |           |
| Avenida del Descubrimiento 6 |           |
| Avenida del Descubrimiento 5 |           |
| Avenida del Descubrimiento 4 |           |
| Avenida del Descubrimiento 3 |           |
| Avenida del Descubrimiento 2 |           |
| Avenida del Descubrimiento 1 |           |
| Las Tejeras                  |           |
| Escuelas                     |           |
| La Pradera                   |           |
| La Palmera                   |           |
| El Gázquez                   |           |
| Manila                       | 11 14     |
| Iglesia San Pedro            | 11 14     |
| Hero                         | 14        |
| Avenida del Príncipe         |           |
| La Rueda                     |           |
| Cruce Javalí Nuevo           |           |
| Desvío de Mula               |           |
| Ctra. Barqueros              |           |